# Zygmunt Wojnicz-Sianożęcki
Zygmunt Wojnicz-Sianożęcki h. Nałęcz (ur. 2 maja 1880 w Podwołoczyskach, zm. 20 września 1940 w Krasnouralsku) – polski inżynier, wykładowca, podpułkownik uzbrojenia Wojska Polskiego.

## Życiorys
Urodził się 2 maja 1880 w Podwołoczyskach, w rodzinie Aleksandra Wojnicz-Sianożęckiego h. Nałęcz (zm. 1911) i Teresy z Ciechanowieckich h. Dąbrowa. Był bratem Heleny (1878–1939) i Ludwiki Aleksandry (1880–1939). 
Ukończył studia w Kijowskim Instytucie Politechnicznym w Kijowie uzyskując tytuł inżyniera. Został wykładowcą chemii organicznej od 1907, a ponadto jako docent na Uniwersytecie Kijowskim św. Włodzimierza i na Uniwersytecie Taurydzkim w Symferopolu na Krymie. Podczas I wojny światowej w drugim półroczu roku akademickiego 1917/1918 został zaangażowany jako wykładowca chemii organicznej w Polskim Kolegium Uniwersyteckim w Kijowie.
Po odzyskaniu przez Polskę niepodległości wstąpił do Wojska Polskiego. Wówczas zajął się popularyzacją stosowania broni chemicznej w wojsku. Od 1920 pracował w Wojskowym Instytucie Przeciwgazowym, w tym od 1922 do 1936 sprawował stanowisko kierownika Wojskowego Instytutu Przeciwgazowego. Został awansowany do stopnia majora uzbrojenia ze starszeństwem z 1 czerwca 1919. W 1923, 1924 pozostawał oficerem nadetatowym Okręgowym Zakładzie Uzbrojenia I. W tym czasie służył w Instytucie Badawczym Broni Chemicznej (1923), a następnie został jego kierownikiem. Został awansowany do stopnia podpułkownika uzbrojenia ze starszeństwem z 15 sierpnia 1924. W 1928 był zweryfikowany w Korpusie Oficerów Uzbrojeń z lokatą 5 i był wówczas przydzielony do kadry oficerów artylerii. Później został przeniesiony w stan spoczynku. W 1934 jako podpułkownik artylerii w stanie spoczynku był przydzielony do Oficerskiej Kadry Okręgowej nr I jako oficer przewidziany do użycia w czasie wojny i pozostawał wówczas w ewidencji Powiatowej Komendy Uzupełnień Warszawa Miasto III.
Działał w Towarzystwie Obrony Przeciwgazowej jako członek rady głównej i zastępca skarbnika zarządu głównego oraz członek komisji sanitarno-technicznej i komisji handlowej. W roku akademickim 1934/1935 pełnił stanowisko kierownika Zakładu Technologii (Chemii) Organicznej na Wydziale Chemicznym Politechniki Warszawskiej. Wykładał także w Wolnej Wszechnicy Polskiej. W latach 20. jako kierownik Wojskowego Instytutu Przeciwgazowego współdziałał w ramach akcji tępienia masowo występującej brudnicy mniszki w Polsce za pomocą opylania (Dusting) terenów arsenianem wapnia przy użyciu samolotu typu Potez, wprowadzając do metody obsypywania uszkodzonych przez gąsienice drzew nowego czynnika.
Zygmunt Wojnicz-Sianożęcki zmarł 20 września 1940 w Krasnouralsku na obszarze Związku Sowieckiego. Fakt ten opisano w publikacji Instytutu Historycznego im. Gen. Sikorskiego w Londynie, wydanej w 1952 i taka informacja została umieszczona w inskrypcji upamiętniającej podpułkownika, umieszczonej na nagrobku Teresy Iwanickiej z domu Holzhauzen (zm. 1925) na cmentarzu Powązkowskim w Warszawie. Ponadto na tym samym cmentarzu Zygmunt Wojnicz-Sianożęcki został uhonorowany w zbiorowym upamiętnieniu chemików polskich na grobowcu prof. dr. Wandy Polaczkowej i Heleny Czarnodolowej (wdów po chemikach); pod głównym napisem Tu umarli żyją umieszczono dedykację o treści: Oto mogiła chemików, których prochy w latach 1939–45 rozsiane zostały przez wroga nie znalazły miejsca w polskiej ciszy cmentarnej.

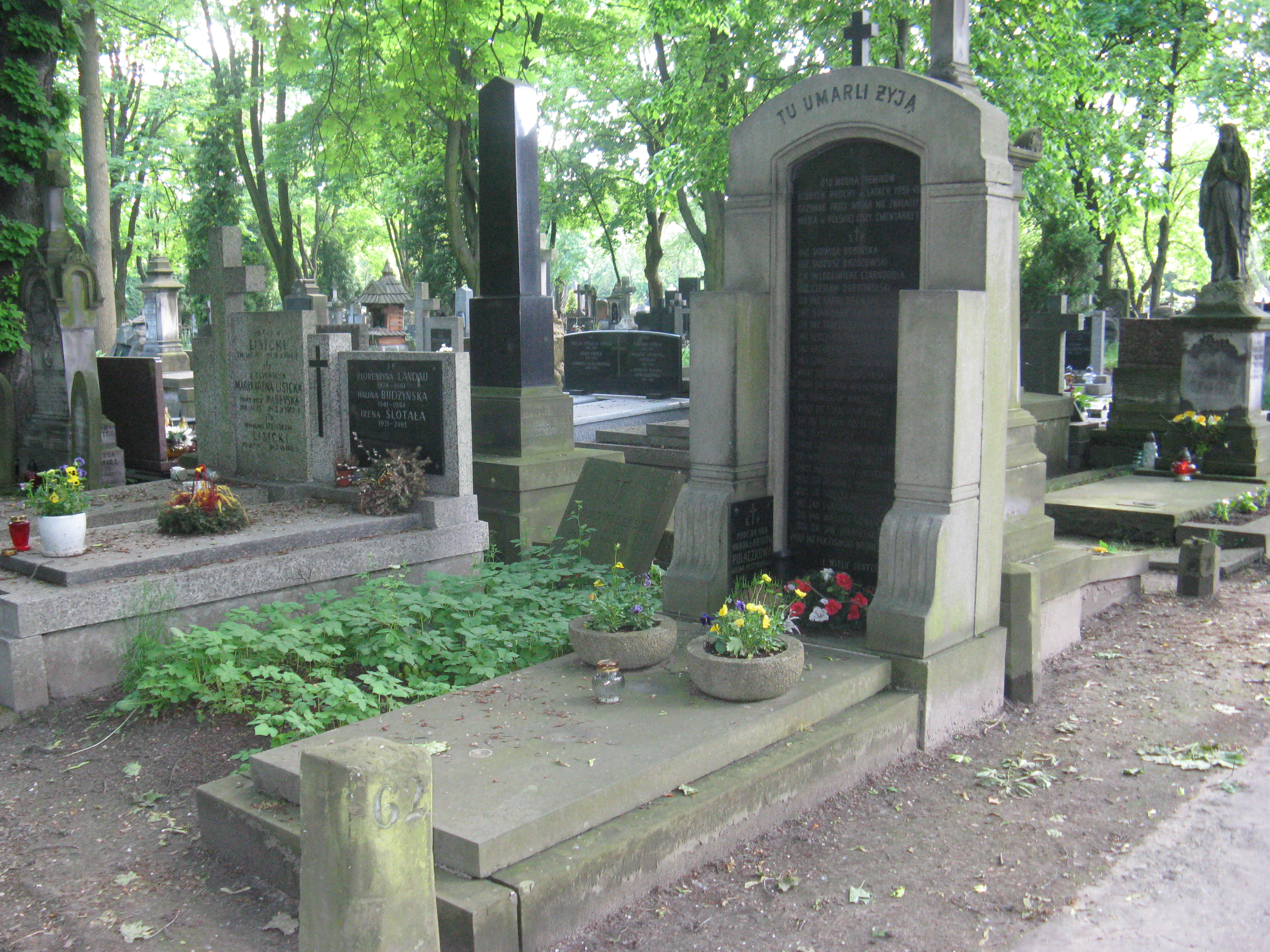
Grobowiec Wandy Polaczkowej i Heleny Czarnodolowej wraz z upamiętnieniem polskich chemików

Zostały opublikowane odmienne informacje dotyczące dalszych losów Zygmunta Wojnicz-Sianożęckiego, w tym daty i okoliczności jego śmierci. Według jednej wersji, po wybuchu II wojny światowej, w dniu agresji ZSRR na Polskę 17 września 1939 poniósł śmierć we wsi Brzostowica Mała koło Grodna podczas zbrodni dokonanej przez bojówkę złożoną z Żydów i Białorusinów (tzw. „Dni swobody”); wraz z nim zginęli mieszkający w tamtejszym majątku hrabiowie Antoni i Ludwika Wałkowiccy. W sprzeczności z tym stoją inne publikacje. W 1991 Jerzy Róziewicz i Leszek Zasztowt podali, że Zygmunt Wojnicz-Sianożęcki został wywieziony przez NKWD ze Lwowa do kopalń na terenie Donbasu. Strona Wydziału Chemicznego Politechniki Warszawskiej wskazała śmierć w ramach zbrodni katyńskiej (mimo tego Zygmunt Wojnicz-Sianożęcki nie został wymieniony na listach katyńskich, które opublikowała Rada Ochrony Pamięci Walk i Męczeństwa). Portal internetowy Nekrologi Warszawskie podał datę śmierci 20 kwietnia 1940. 

## Życie prywatne
Około 1910 jego małżonką została Elżbieta Maria hr. Potocka z Chrząstowa h. Pilawa (1893–1983), która od 4 listopada 1917 była żoną Karola Wagnera (1880–1956), a od 5 maja 1942 - Zygmunta Bogumiła Kaszowskiego h. Janina (1876–1943). 

## Publikacje
- O neobhodimosti peresmotra ponâtìj : "Prostoe veŝestvo", "Atom", i "Element'" (1919)
- The phase rule and its theoretical basis (Prawo faz i jego teoretyczne uzasadnienie) (1924)
- Naczynia kwasoodporne i ogniotrwałe a rozwój przemysłu chemicznego (1926)[31]
- Samoobrona kraju w świetle stosunków przemysłowych i społecznych (1926; współautor: Z. Drogosław)
- Wojna chemiczna i obrona kraju (1926; współautorzy: Franciszek Sarnek, Ignacy Mościcki)
- Artyleria jej właściwości i współdziałanie z innymi broniami (1930; współautorzy: Antoni Ślósarczyk, Artur Oppman, Jerzy Kamiński, Kaźmirz Grabówka, Vladimír Zmeškal)
- Współczesne zasady konstrukcji masek przeciwgazowych i ich udoskonalenia (1931)
- Obrona indywidualna przed szkodliwym wpływem zanieczyszczeń powietrza w czasie wojny i w życiu pokojowem (1931)
- Zagadnienia sygnalizacji i porozumiewania się w wielkich miastach i na drogach publicznych w momentach trwogi i paniki oraz w życiu normalnem (1932)
- Zbiorowa obrona przeciwgazowa większych skupień ludzkich (1932)
- Ośrodki przemysłu wobec przyszłej wojny (1933)[32]
- Ś.p. prof. Włodzimierz Lindeman. Wspomnienie pośmiertne (1934)
- O pewnej analogii właściwości toksycznych chloropikryny i fosgenu i o toksykologii siarczku ßß'-chloroetylowego (1935)
- Wojciech Świętosławski: Ebuljometria (1935)[33]
- Prof. dr Wojciech Świętosławski: Ebuljometria (1936)
- Organizacja obrony przeciwlotniczej i przeciwgazowej fabryk (1938, referat)
- Wojna chemiczna i obrona kraju (broszura)[34]

## Ordery i odznaczenia
- Krzyż Oficerski Orderu Odrodzenia Polski (30 kwietnia 1925)[35]
- Złoty Krzyż Zasługi (dwukrotnie: 10 listopada 1928[36], 13 maja 1933[37])
- Złota Odznaka Honorowa Ligi Obrony Powietrznej i Przeciwgazowej I stopnia[38]
- Krzyż Oficerski Orderu Gwiazdy Rumunii (Rumunia)